# Spartaan'20
Spartaan'20 is een Nederlandse amateurvoetbalvereniging uit Rotterdam, Zuid-Holland.

## Algemeen
De vereniging werd op 14 augustus 1920 opgericht als Concordia. De naam werd gewijzigd tot de huidige naam en ging spelen in de Rooms-Katholieke Federatie (RKF). Sinds 1971 heeft de club ook een vrouwenvoetbalafdeling.

## Standaardelftallen

### Zaterdag
Het standaardelftal speelde laatstelijk in het seizoen 2023/24, waar het uitkwam in de Tweede klasse van het KNVB-district West-II.
In 2022 maakte het standaardelftal op zondag gebruik van horizontaal overstappen naar de zaterdag, hierdoor kon het elftal in dezelfde klasse beginnen op zaterdag als waar het eindigde op de zondag: de eerste klasse.

#### Competitieresultaten 2015–heden (zaterdag)
| 11 4F |

| 2 4F |

| 11 3C |

| 6 4G |

| 9 4E |

|  |

| 10 1C |

| 1 2F |

| Hoofdklasse  | Eerste klasse | Tweede klasse |
| Derde klasse | Vierde klasse | Vijfde klasse |

### Zondag
Het standaardelftal speelt in het seizoen 2020/21 in de Eerste klasse van het KNVB-district West-II.
In 1936 werd dit elftal kampioen in de Eerste klasse van de RKF en in 1939 landskampioen. Als gevolg van de fusie in de Tweede Wereldoorlog van alle voetbalbonden tot de NVB kwam de club bij deze bond te spelen. Hier werd het in 1958 en 1961 kampioen in de Tweede klasse, in 1961 gevolgd met promotie naar de Eerste klasse, toenmalig nog het hoogste amateurniveau. Hier verbleef het drie seizoenen. In het tweede seizoen in de tweede periode in de Eerste klasse, inmiddels het tweede niveau, werd het kampioen en promoveerde weer naar het hoogste amateurniveau in de Hoofdklasse. Na twee seizoenen degradeerde de club. Het seizoen erop volgde ook meteen degradatie uit de Eerste klasse. Vanaf het seizoen 1987/88 speelde de club in de Tweede klasse met uitzondering van de seizoenen 1995/96-1996/97, 1999/00, 2008/09-2009/10 toen Spartaan '20 in de Derde klasse uitkwam. In 2017 volgde de derde promotie naar de Eerste klasse, inmiddels het vierde amateurniveau.
Twee keer werd het toernooi om de Zilveren Bal gewonnen (1961 en 1967).
In 2022 maakte Spartaan gebruik van de regeling horizontaal overstappen, waarbij het zondagvoetbal werd verruild voor de zaterdagafdeling.

#### Erelijst zondag
kampioen Eerste klasse: 1984
kampioen Tweede klasse: 1958, 1961, 1982, 2017
kampioen Derde klasse: 1997, 2010
winnaar Districtsbeker West-II: 1990
Landskampioen Interdiocesane Voetbal Competitie Bond: 1939
winnaar Rotterdams Nieuwsblad Cup: 1976 (1e editie)

#### Competitieresultaten 1941–2022 (zondag)
| 11 2A |

| 6 3D |

| 6 3D |

| 2 3D |

|  |

| 2 3C |

| 2 3F |

| 2 3E |

| 2 3? |

| 3 3D |

| 2 3D |

| 5 3C |

| 2 3C |

| 2 3C |

| 3 3D |

| 8 2B |

| 5 2A |

| 1 2B |

| 10 2B |

| 8 2B |

| 1 2A |

| 6 1B |

| 9 1B |

| 12 1B |

| 5 2B |

| 4 2A |

| 8 2B |

| 8 2B |

| 6 2B |

| 10 2B |

| 7 2A |

| 8 2B |

| 4 2B |

| 5 2B |

| 4 2B |

| 8 2B |

| 3 2B |

| 9 2B |

| 6 2B |

| 11 2B |

| 9 2B |

| 1 2B |

| 8 1B |

| 1 1B |

| 12 A |

| 14 A |

| 14 1B |

| 13 2B |

| 10 2B |

| 2 2A |

| 2 2A |

| 2 2B |

| 8 2B |

| 6 2B |

| 10 2B |

| 7 3D |

| 1 3D |

| 8 2D |

| 10 2D |

| 2 3C |

| 5 2D |

| 8 2D |

| 5 2C |

| 9 2D |

| 4 2D |

| 5 2D |

| 10 2D |

| 10 2D |

| 2 3D |

| 1 3D |

| 6 2D |

| 5 2D |

| 5 2D |

| 4 2D |

| 5 2D |

| 8 2D |

| 1 2D |

| 10 1B |

| 5 1B |

| 6* 1B |

| 10* 1B |

| 5 1B |

- = Dit seizoen werd stopgezet vanwege de uitbraak van het coronavirus. Er werd voor dit seizoen geen officiële eindstand vastgesteld.

| Hoofdklasse | Eerste klasse | Tweede klasse | Derde klasse |

In elke staaf van de grafiek staat van boven naar beneden vermeld: 
- Eindnotering

Dit is de positie die de club heeft bereikt in de competitie, zonder eventuele beslissings-, play-off- of nacompetitiewedstrijden die nodig zijn geweest om bijvoorbeeld de kampioen van de competitie te bepalen.
Indien een * achter het getal staat is de notering een tussenstand en kan het zijn dat de notering niet overeenkomt met de uiteindelijke eindstand van de competitie.
Staat er een - dan is het seizoen nog bezig en is er geen definitieve uitslag bekend.
Staat er xx op de positie van de notering, dan heeft de club vroegtijdig de competitie verlaten. Dit kan onder andere komen door terugtrekking van het team, faillissement van de club of door een uitgedeelde straf van de KNVB. In veel gevallen staat elders in het artikel de reden vermeld.
Staat er een ? dan is het resultaat uit het verleden onbekend, en is alleen de competitie of het niveau bekend van dat seizoen.
In de seizoenen 2019/20 en 2020/21 werd wegens de coronacrisis het amateurvoetbal afgebroken. Daardoor kennen deze staven geen eindklassering (middels -- weergegeven).
- Competitieniveau en afdelingsletter of Officiële eindstand Eredivisie
  - Competitieniveau en afdelingsletter

Hierbij geeft het getal het niveau weer, dat ook terug te vinden is in de legenda. De letter is de afdelingsaanduiding en wordt gebruikt wanneer er meer afdelingen zijn op hetzelfde niveau. De afdelingsletter is altijd een hoofdletter en wordt meestal zonder nummer gebruikt.
Voorbeeld: 2F is niveau 2e klasse competitie F.
Het competitieniveau en nummer wordt niet vermeld wanneer er slechts één competitie van dit niveau was.
  - Officiële eindstand Eredivisie (getal staat tussen haakjes vermeld)

Sinds de introductie van play-offwedstrijden voor Europees voetbal na afloop van de reguliere competitie in 2005/06, is de KNVB verplicht een eindstand van de Eredivisie door te geven aan de UEFA aan de hand van deze play-offwedstrijden.
Bij deze eindstand staan clubs die zich hebben gekwalificeerd voor Europees voetbal hoger dan clubs die zich niet wisten te kwalificeren. Indien er geen verschil was tussen de eindnotering en de officiële eindstand, staat dit getal niet vermeld.

- Onderafdeling

Hier staat afgekort de naam van de onderafdeling indien de club in dat jaar in een onderafdeling uitkwam. Tevens staat deze afkorting in de legenda en wordt gelinkt naar het artikel over deze onderafdeling. Deze afkorting wordt alleen vermeld wanneer de club in het verleden in verschillende onderafdelingen heeft gespeeld. Deze vermelding is in de staaf altijd in kleine letters. Deze onderafdelingen zijn na het seizoen 1995/96 afgeschaft. Heeft de club in slechts één onderafdeling gespeeld, dan is dit alleen terug te vinden in de legenda.
Onder de staaf staat het jaartal vermeld waarin het seizoen is afgesloten. 15 verwijst naar het seizoen 2014/15 of eventueel het seizoen 1914/15.
Wanneer een staaf leeg is, zijn deze gegevens niet bekend. Het kan ook zijn dat de club dat seizoen niet heeft meegespeeld op het hogere amateurniveau, vroegtijdig de competitie heeft verlaten of uit de competitie is gezet.

In het seizoen 1944/45 was er wegens de Tweede Wereldoorlog geen regulier competitievoetbal.

### Beloften
De jeugdelftallen van Spartaan '20 spelen op hoog niveau. De belofteploeg behoort tot een select gezelschap van amateurclubs die meespelen in de Onder 21-competitie. Hierin komt het belofte-elftal vooral uit tegen BVO's.

## Bekende (oud-)spelers
- Abdulsamed Abdullahi
- Suently Alberto
- Quentin Albertus
- Nelson Amadin
- Zakaria Amrani
- Soufiane Aouragh
- Gerald Baars
- Ali Benomar
- Daan Blij
- Rashid Browne
- Luc Castaignos
- Shayron Curiel
- Denzel Dumfries
- Jos van Eck
- Yaël Eisden
- Sherel Floranus
- Lutsharel Geertruida
- Anwar El Ghazi
- Mohamed El Hankouri
- Gerrie Kattestaart
- Ricardo Kieboom
- Santinho Lopes Monteiro
- Bruno Martins Indi
- Papito Merencia
- Jamiro Monteiro
- Karim Mossaoui
- Steven Fernandes Pereira
- Milco Pieren
- Garry Mendes Rodrigues
- Emilio Samsey
- Hans Venneker
- Ferry van Vliet
- Kenny van der Weg
- Jetro Willems
- Joshua Zirkzee